# Proatimia pinivora
Proatimia pinivora là một loài bọ cánh cứng trong họ Cerambycidae.